# ラ・バタイユ (クロード・ファレールの小説)
『ラ・バタイユ』（フランス語: La Bataille）は、1909年に出版されたクロード・ファレールの小説である。1905年における日露戦争を題材にしている。1991年に葦書房から出版された野口錚一訳はフランス語の「La Bataille」が日本語に訳され『戦闘』（せんとう）という題名になっている。

## 概要
ジャン＝フランソワ・フェルゼはエレガントな50代の有名画家で、ベッツィ・ホックリイ夫人のヨットで旅をしている。この美しく裕福なアメリカ人を愛しているが、彼は召使い扱いされている。日本の長崎に寄港した際に、彼は侯爵ヨリサカの若い妻ミツコの肖像画を描くことになった。この大日本帝国海軍の若い海軍将校は肖像画を軍艦「日光」に積み込んで行きたかったのである。ヨーロッパ人のように生活し、西洋の近代技術の訓練を受け、西洋の秘密を学ぶことに熱心なヨリサカは、イギリス海軍連絡将校の（また、ミツコに密かに恋している）ハーバート・フェアガンと親しい友人関係にあった。他方で、日本海軍将校の子爵ヒラタは西洋の影響を受け入れることに慎重であった。伝統と現代性、先祖代々の名誉の規範への忠実さ、そして進歩の必要性、登場人物は、その運命の重要な転換点にある日本を象徴している。1905年、ロシア艦隊は日本列島の沖合に現れる。戦闘が勃発、ミツコは威厳のある戦いの結果を待っている。

## 翻訳
- 『ラ・バタイユ』高橋邦太郎訳　世界大衆文学全集 第57巻　改造社 1930年
- 『戦闘』野口錚一訳 葦書房 1991年

## 関連作品
演劇
1921年、小説と同名でピエール・フロンデェ（Pierre Frondaie）によって舞台化され、テアトル・アントワーヌ（théâtre Antoine）で上演、フィルマン・ジェミエ（Firmin Gémier）とシャルル・ボワイエが出演。
映画
- 1923年 『ラ・バタイユ』: 小説を原作とするフランスの無声映画。早川雪洲とエドゥアール＝エミール・ヴィオレ（Édouard-Émile Violet）共同監督。早川雪洲が侯爵、雪洲の妻青木鶴子が侯爵夫人を演じている。
- 1933年 『ラ・バタイユ』: 小説に基づいてニコラ・ファルカス（Nicolas Farkas）とベルナール・ジンメル（Bernard Zimmer）が書いた脚本によるフランス映画。ニコラ・ファルカスとヴィクトル・トゥールジャンスキー（Victor Tourjansky）が監督、シャルル・ボワイエ（ヨリサカ侯爵）とアナベラ（侯爵夫人ミツコ・ヨリサカ）が出演。
- 1934年 『ラ・バタイユ』: 1933年映画の英語リメイク、監督は同じ。シャルル・ボワイエは侯爵を再演しているが、マール・オベロンがアナベラと侯爵夫人役を交代している。

## ミツコと香水について
1919年に製作されたゲラン社の香水「Mitsouko」は小説のヒロインの名前にちなんで命名された。クロード・ファレールは製作者ジャック・ゲラン（Jacques Guerlain）と友人である。

## 読書案内
- P. Beillevaire, « Après La Bataille : l'égarement japonophile de Claude Farrère » in Faits et imaginaires de la guerre russo-japonaise (1904-1905), p. 223-246, Éditions Kailash, Paris, 2005, 590p., . ISBN 2-84268-126-6.